# Iris darwasica
Iris darwasica är en irisväxtart som beskrevs av Eduard August von Regel. Iris darwasica ingår i släktet irisar, och familjen irisväxter. Inga underarter finns listade i Catalogue of Life.